# Tapera (casa abandonada)
Tapera es un término coloquial que se usa en partes de América del Sur para referirse a una vivienda o habitáculo sencillo, generalmente rudimentario, precario y/o temporal, ubicado dentro de una granja o campo agropecuario. Se denomina "tapera" en alusión a que se encuentra en desuso, y por lo tanto tiene un alto grado de deterioro dado sus condiciones de abandono.

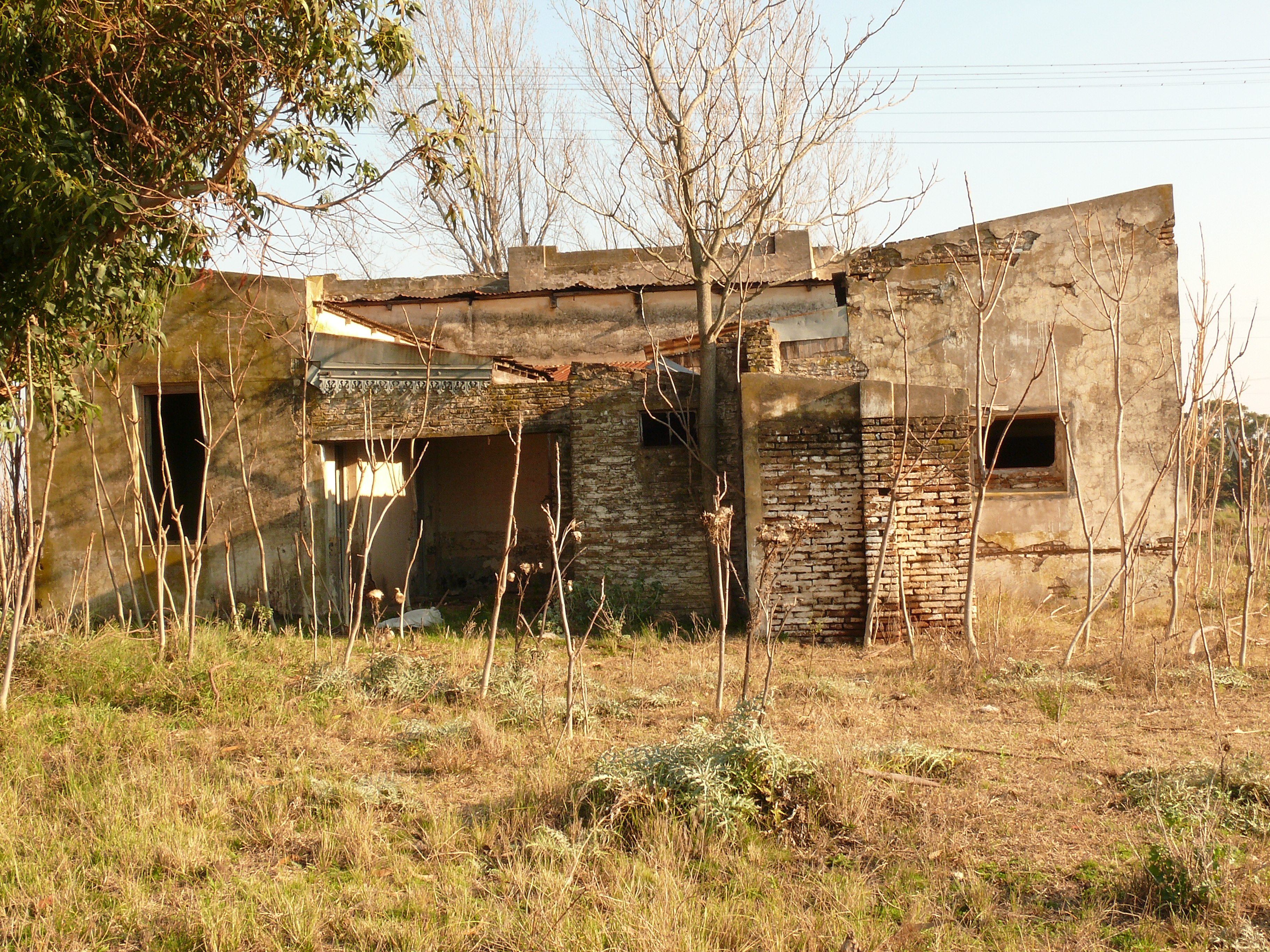
En Estación Vázquez.
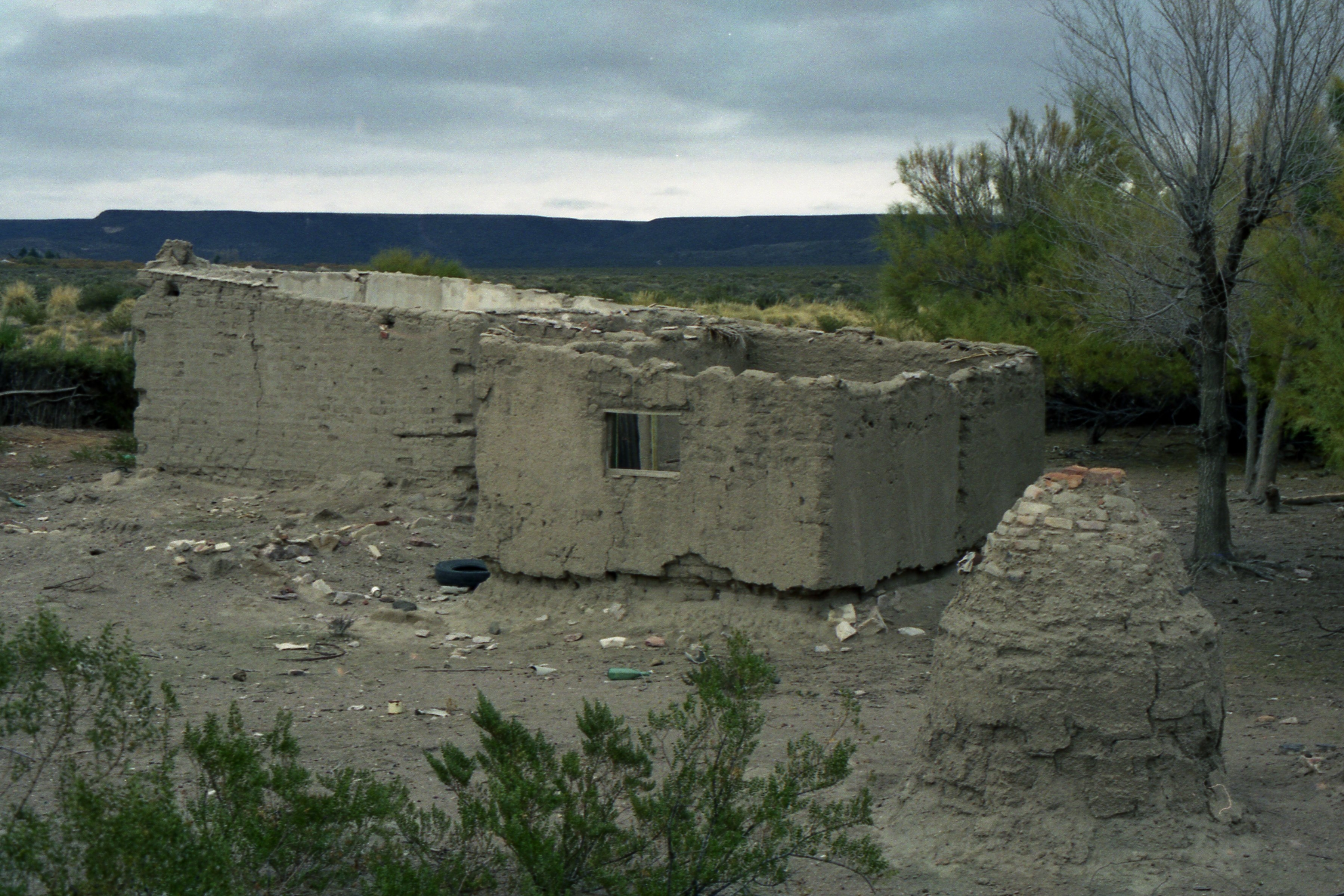
En Arroyo Los Berros.